# Paul Babiloni
Paul Babiloni, né le 16 janvier 1990 à Limoges, est un footballeur français. Il évolue au poste de défenseur latéral.

## Carrière
Joueur à Limoges de 5 à 15 ans, il intègre le centre de pré-formation de Châteauroux à 13 ans. En 2004, il fait partie de la sélection de la Ligue du Centre-Ouest des 14 ans.
Paul Babiloni signe son premier contrat professionnel d'une durée d'un an avec l'En Avant de Guingamp à l'été 2012. Un an plus tard, après sept matchs joués, il prolonge d'une année. Il rejoint l'AC Ajaccio pour trois ans lors du mercato estival 2014.
Au terme de son aventure corse, il rebondit chez les amateurs, s'engageant le 26 septembre 2017 en faveur du FC Villefranche Beaujolais, club de National 2. Pour sa première sortie sous son nouveau maillot, il souffre d'une rupture des ligaments croisés du genou. Il annonce la fin de carrière en mai 2019, à cause de ses blessures.

## Statistiques
| Saison                | Club                  | Championnat           | Championnat | Championnat | Coupe nationale | Coupe nationale | Coupe de la Ligue | Coupe de la Ligue | Total | Total |
| Saison                | Club                  | Division              | M.          | B.          | M.              | B.              | M.                | B.                | M.    | B.    |
| 2012-2013             | En Avant de Guingamp  | Ligue 2               | 7           | 0           | 0               | 0               | 1                 | 0                 | 8     | 0     |
| 2013-2014             | En Avant de Guingamp  | Ligue 1               | 0           | 0           | 0               | 0               | 0                 | 0                 | 0     | 0     |
| Sous-total            | Sous-total            | Sous-total            | 7           | 0           | 0               | 0               | 1                 | 0                 | 8     | 0     |
| 2014-2015             | AC Ajaccio            | Ligue 2               | 17          | 0           | 2               | 1               | 3                 | 0                 | 22    | 1     |
| 2015-2016             | AC Ajaccio            | Ligue 2               | 4           | 0           | 2               | 0               | 0                 | 0                 | 6     | 0     |
| 2016-2017             | AC Ajaccio            | Ligue 2               | 9           | 0           | 1               | 0               | 0                 | 0                 | 10    | 0     |
| Sous-total            | Sous-total            | Sous-total            | 30          | 0           | 5               | 1               | 3                 | 0                 | 38    | 1     |
| Total sur la carrière | Total sur la carrière | Total sur la carrière | 37          | 0           | 5               | 1               | 4                 | 0                 | 46    | 1     |